# WASP-104b
WASP-104b是一顆環繞恆星WASP-104的熱木星型太陽系外行星。該行星被認為是已知系外行星中表面最暗者之一。WASP-104b發現於2014年，當時天文學家認為該行星表面可吸收60%入射輻射；但在2018年，英國基爾大學的研究指出WASP-104b濃厚大氣層中的鈉和鉀元素，因此該行星應吸收了超過97%的入射輻射。

## 黑暗外表
WASP-104b被發現的天文學家認為是已知太陽系外行星中表面最黑暗者之一。2018年，英國基爾大學的天文學家指出WASP-104b因為濃密大氣層內存在鈉和鉀，使其可以吸收超過97%的入射輻射，倘若如此將高於WASP-12b可以吸收94%的入射輻射。一篇在康乃爾大學圖書館發表的總共6頁的論文描述WASP-104b的表面「比煤炭更黑暗」，並將該行星是為已知系外行星中反射率最低者之一。目前已知系外行星只有TrES-2b的反照率低於WASP-104b。

## 特性

### 體積、半徑與質量
WASP-104b的體積與木星相當，它的質量與半徑分別是木星的1.272和1.137倍。WASP-104b的質量約為地球的12.5倍。該行星的低密度代表組成成分可能是壓縮氣體。

### 軌道與母恆星
WASP-104b是30億歲的G8型恆星WASP-104旁唯一已知的系外行星。軌道週期大約2日，軌道半徑0.02918天文單位。WASP-104和其行星距離地球約466光年，在天球上位於獅子座。